# Фурман, Роман Ильич
Роман Ильич Фурман (род. 17 июня 1936, Харьков Харьковская область, Украинская ССР, СССР) — советский, российский и украинский сценарист, актёр.

## Биография
В 1969 году окончил сценарный факультет ВГИКа. Актёр киностудий Ленфильм и им. Горького. Сценарист на ТО «Экран», Мосфильме, Рижской киностудии, Ялтинской киностудии и киностудии им. Довженко в Киеве.
Член Союза кинематографистов Украины.

## Фильмография

### Сценарист
- 1974 — Второе дыхание (совместно с Аркадием Красильщиковым)
- 1981 — Опасный возраст
- 1982 — Не ждали, не гадали!
- 1982 — Без году неделя
- 1983 — Карусель (фильм, 1983) [1]
- 1985 — Опасно для жизни! (совместно с Олегом Колесниковым и Леонидом Гайдаем)
- 1986 — Он, она и дети (совместно с Олегом Колесниковым)
- 1987 — Где бы ни работать…
- 1989 — Бывший папа, бывший сын (совместно с Олегом Колесниковым)
- 1990 — Допинг для ангелов (совместно с Олегом Колесниковым)
- 1992 — Сердца трёх (совместно с Олегом Колесниковым)
- 1993 — Сердца трёх-2 (совместно с Олегом Колесниковым и Владимиром Попковым)

### Актёр
- 1968 — Наши знакомые
- 1980 — Благочестивая Марта
- 1982 — Не ждали, не гадали! — киношник
- 1986 — Последняя дорога